# Lyssavirus
Un Lyssavirus (de Lisa, deïtat grega que representava la ira frenètica) és un gènere de virus pertanyent a la família Rhabdoviridae, ordre Mononegavirales. Dins del gènere Lyssavirus hi ha el virus de la ràbia.

## Descripció
Són virus ARN amb simetria helicoidal. Les partícules infeccioses són cilíndriques amb forma de bala, tenen una longitud d'al voltant de 180 nm i un diàmetre de 75 nm.
Són virus molt fràgils que no són capaços de sobreviure molt de temps quan es troben fora de l'animal portador. Moren ràpidament amb temperatures entre 30 i 50 °C i són també sensibles als detergents; curiosament sobreviuen a la congelació. La major part de les espècies són hostes de ratpenats, però poden contagiar per la mossegada d'una espècie de mamífer a una altra.

## Genoma

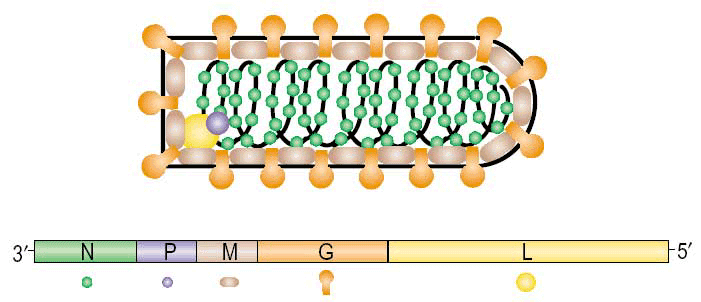
Esquema de l'estructura de virus de la ràbia que pertany al gènere Lyssavirus.

El genoma dels.Lyssavirus consta d'una molècula d'ARN monocatenari de sentit negatiu que codifica 5 proteïnes virals, que són: polimerasa L, proteïna de matriu M, fosfoproteína P, nucleoproteína N i glicoproteïna G.

## Taxonomia
A l'octubre de 2013 hi havia 12 espècies de Lyssavirus reconegudes pel Comitè Internacional de Taxonomia de Virus i 3 noves propostes. A causa de la freqüent identificació de nous lisavirus, aquest grup està en constant revisió. El virus de l' ràbia és el principal membre del gènere Lyssavirus. Pot causar la ràbia en humans, provocant al voltant de 50 000 morts a l'any en tot el món. Unes altres cinc espècies poden afectar en rares ocasions l'home, incloent el virus Mokola, el Virus Duvenhage, el Lysavirus europeu de ratpenat tipus 1, el Lysavirus europeu de ratpenat tipus 2 i el Lysavirus australià de ratpenat. La resta de les espècies només afecten a certs animals, sobretot ratpenats, no coneixent-se casos d'afectació humana.
- Virus de la ràbia (RABV)
- Virus Aravan (ARAV)
- Lysavirus australià de ratpenat (ABLV)
- Virus Duvenhage (DUVV)
- Lysavirus europeu de ratpenat tipus 1 (EBLV1)
- Lysavirus europeu de ratpenat tipus 2 (EBLV2)
- Virus Irkut (IRKV)
- Virus Khujand (KHUV)
- Virus de ratpenat de Lagos (LBV)
- Virus Mokola (MOKV)
- Virus de ratpenat caucàsic de l'oest (WCBV)
- Virus de ratpenat Shinomi (SHIV)

### Noves espècies propostes
- Lysavirus de ratpenat Bokeloh (BBLV)
- Virus de ratpenat Lleida (LLEBV)
- Virus Ikoma (IKOV)